# Arkas Spor Kulübü
O Arkas Spor Kulübü (mais conhecido como Arkasspor) é um clube profissional de voleibol turco com sede  na cidade de Esmirna, capital do estado homônimo, fundado em 1999.

## Histórico
O  "Körfez Spor Kulübü", departamento de voleibol incia suas atividades na temporada de 1999-00 na segunda divisão nacional.Em 2001 utilizava o nome de "Saint Joseph Spor Kulubü" sendo renomeado em 2003 para "Arkas Saint Joseph".No ano de 2015 passa a se chamar "Arkas Spor Kulubü", a atividade principal é o voleibol, mas também atua na natação, vela e Bridge (jogo de cartas)
.
- Missão: Contribuir para o desenvolvimento do esporte turco e formar gerações futuras cheia de entusiamos pela prática saudável esportiva, cidadãos exemplares, partindo deste pressuposto visa-se formar uma boa base de jogadores, revelando novos talentos em Esmirna e no país, oferecendo ao mercado nacional um plantel de alto nível para retormar a paixão pelo voleibol.
- Visão: Construir uma base de atletas, inclusive no naipe feminino, para guiados pela filosofia do clube alcancem resultados expressivos nas competições nacionais e continentais, objetivando o título, além de contribuir para o sucesso das seleções nacionais.[1]

Na temporada 2001-02 o time masculino de voleibol obteve a promoção Liga A Turca.Na Challenge Cup de 2008-09 sagrou-se campeão.

### Títulos conquistados
Liga dos Campeões
 Taça CEV
 Challenge Cup
- Campeão: 2008-09[2]

 Campeonato Turco
- Campeão: 2005-06, 2006-07, 2012-13 e 2014-15[2]
- Finalista: 2010-11, 2011-12, 2016-17 e 2017-18[2]
- Terceiro lugar:2004-05, 2007-08, 2008-09, 2009-10 e 2015-16[2]

 Copa da Turquia
- Campeão: 2008-09, 2010-11[2]
- Finalista: 2007-08, 2012-13, 2014-15[2]

 Supercopa Turca
- Finalista: 2009,2011,2013 e 2015[2]